# Série de pièces commémoratives américaines du bicentenaire de la Constitution des États-Unis
La série de pièces commémoratives américaines du bicentenaire de la Constitution des États-Unis est une série de pièces non circulante émise par la Monnaie des États-Unis en 1987 et frappée par les Monnaies de San Francisco et de Philadelphie.
Elle est autorisée par la loi 99-582 du 29 octobre 1986, qui prévoit l'émission d'une série de pièces commémoratives pour le bicentenaire de la Constitution des États-Unis, adoptée le 17 septembre 1787.
En plus de la pièce d'un dollar en argent, la pièce qui complète la série commémorative en vertu de la même loi est celle de cinq dollars en or.

## Contexte
Une occasion d'émettre des pièces commémoratives est fournie par le 200e anniversaire de la Constitution des États-Unis, célébré en 1987. Grâce aux efforts du représentant Frank Annunzio (en), une loi connue sous le nom de Loi du 29 octobre 1986 (Loi publique 99-582) est adoptée, autorisant la production de jusqu'à 10 millions de dollars en argent et un million de pièces d'or de 5 $ dans des finitions brillant universel et belle épreuve. Des frais supplémentaires de 7 $ pour les dollars et de 35 $ pour les pièces de 5 $ doivent contribuer à la réduction de la dette nationale.
À la fin de la distribution, près de quatre millions de pièces sont vendues, générant 52 millions de dollars pour la dette. La période de frappe autorisée s'étend jusqu'au 30 juin 1988.
Ce n'est pas la première fois que des pièces sont proposées pour commémorer ce document historique. Le 23 avril 1936, une proposition de loi (CH.R. 12443) visant à autoriser la frappe de demi-dollars pour célébrer le 150e anniversaire de l'adoption de la Constitution des États-Unis est présentée à la Chambre des représentants. Il est proposé que ces pièces commémoratives soient « frappées en nombre illimité pendant l'année 1937 uniquement » et que « comme moyen supplémentaire [d'observer l'occasion], le directeur de la Monnaie suspendrait et cesserait la frappe des pièces d'argent habituelles ou régulières de 50 cents pendant l'année civile 1937 ». Le projet de loi n'est finalement pas adopté.

## Dessins
Le secrétaire au Trésor, James A. Baker III, annonce qu'un concours serait organisé dans lequel 11 sculpteurs extérieurs seraient invités à concourir avec six membres du personnel du Département de la gravure de la Monnaie. Chaque artiste est prié de soumettre quatre croquis en échange d'un paiement de 2 000 $, que les dessins soient utilisés ou non. Les deux artistes dont les designs sont choisis gagnent chacun environ 3 000 $ supplémentaires en travaillant avec le personnel technique de la Monnaie, selon Eugene Essner, du personnel du siège de la Monnaie. Le 31 mars 1987, Baker révèle que le motif de l'artiste Patricia Lewis Verani pour le dollar est choisi. Le Département de la gravure de la Monnaie réduit les modèles et préparé les coins.

## Pièces

### Dollar
Sur l'avers de la pièce, conçu et gravé par Patricia Lewis Verani, est représenté un ensemble composé de quatre feuilles de parchemin avec une plume d'oiseau au-dessus et, au centre, une reproduction calligraphique de la première phrase de la Constitution des États-Unis : We the People (Nous, le peuple). Cet ensemble est entouré par la légende faisant référence à l'événement commémoré : THE U.S. CONSTITUTION 200th ANNIVERSARY / 1787 1987, accompagnée des devises IN GOD WE TRUST et LIBERTY (Liberté), traditionnelles des pièces américaines. La double date fait référence à la fois au bicentenaire célébré et à l'année d'émission de la pièce,.
Quant au revers, également œuvre de la même conceptrice, il est caractérisé par la représentation d'un groupe de treize personnes portant différents costumes, symbolisant le large éventail culturel et social qui caractérise les États-Unis au cours des deux cents dernières années. Ce motif du revers est entouré de légendes faisant référence au nom du pays et à la valeur faciale de la pièce, ainsi que de la devise E PLURIBUS UNUM (De plusieurs, un),.

### Half eagle

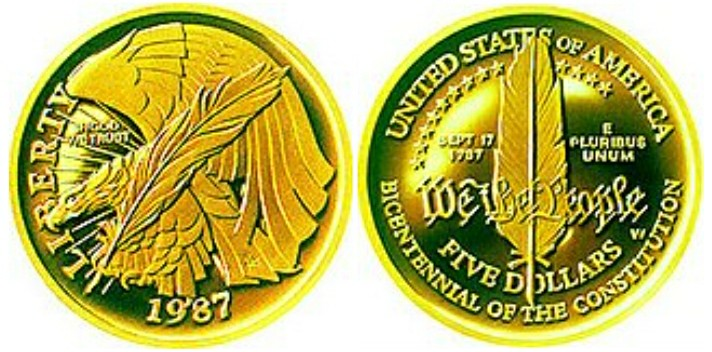
L'avers et le revers du half eagle du bicentenaire de la Constitution.

L'avers du half eagle du bicentenaire de la Constitution des États-Unis, conçu par Marcel Jovine, présente un aigle moderniste et très stylisé tenant une plume. Le revers, également conçu par Jovine, met en scène une plume avec les mots We the People (Nous, le peuple).

## Production et Commercialisation
Les premiers dollars en argent du bicentenaire de la Constitution sont produits lors d'un rituel du type qui, à cette époque, devient traditionnel ; cela se déroule à la Monnaie de Philadelphie le 1er juillet 1987. Ces cérémonies marquent le début de la célébration nationale du 4 juillet en l'honneur du bicentenaire de la Constitution américaine.
La Monnaie de Philadelphie frappe les dollars en argent 1987-P brillant universel, tandis que la Monnaie de San Francisco produit les pièces 1987-S en qualité belle épreuve. La distribution s'effectue par courrier direct aux clients de la Monnaie, à travers des chaînes de vente au détail nationales, dans plus de 1 700 banques, et de nombreux autres points de vente, soit un total de 15 000 points de vente. Les efforts de marketing direct sont gérés par la firme Kobs & Draft Advertising, Inc. Comme c'est le cas avec d'autres pièces commémoratives récentes, plusieurs options d'emballage sont disponibles.
Les quantités totales distribuées des dollars en argent du bicentenaire de la Constitution en 1987 s’élèvent à 451 629 pièces brillant universel 1987-P et à 27 747 116 belle épreuve 1987-S. La période officielle de vente se termine le 30 juin 1988.